# Hugo Ślepy
Hugo Ślepy, także Hugo Alzacki (ur. ok. 855, zm. w 895 w opactwie Prüm) – pan części Alzacji od ok. 867 do 885, antykról Lotaryngii w latach 883-885. Jedyny, a zarazem nieślubny syn Lotara II z Waldradą, uznany w 860 przez ojca. Po śmierci ojca w 869 jego tereny na mocy traktatu z Meerssen zostały podzielone między stryjów Karola II Łysego i Ludwika II Niemieckiego. Od tego drugiego Hugo otrzymał w młodości nadania w Alzacji w zamian za lenną zależność. Był czwartym mężem Friderardy, ale nie miał z nią dzieci.
Po raz pierwszy usiłował przejąć władzę na przełomie 877 i 878 roku, ale nie powiodło się to, a dodatkowo w 878 ekskomunikował go papież Jan VII. Po śmierci swego kuzyna Ludwika II Jąkały w 879 prawdopodobnie przejął część władzy w Lotaryngii oraz odmówił uznania jego małoletnich synów Ludwika III i Karlomana II za królów zachodniego państwa Francji, a Boso za władcę Prowansji. Hugo zyskał pewnych zwolenników w Lotaryngii, ale jego ambicje względem Francji zostały powstrzymane przez władcę wschodniofrankijskiego Ludwika III Młodszego. W 880 roku najechał on na Hugo i spalił jego twierdzę w Verdun. Hugo w związku z tym wystąpieniem przeciw władcom został opisany jako tyran w Annales Fuldenses. W 881 Hugo przyrzekł wierność Ludwikowi III, w zamian za co otrzymał klasztor w Lobbes.
23 kwietnia 882 roku w Wielkanoc Ludwik III ogłosił Hugo swoim lennikiem z Alzacji. Hugo zbuntował się i uciekł do Burgundii. W 883 jego siostra Gizela poślubiła nawróconego wikińskiego władcę Fryzji Gotfryda, co dało mu potężnego sojusznika. Nowy król zachodniofrankijski Karol Otyły zaoferował mu władzę nad Metz, ale Hugo odmówił. Planował odnowić królestwo swego ojca z pomocą szwagra, ale o tych planach dowiedział się Karol i wezwał jego i Gotfryda do Gondreville lub Spijk. Okazało się to pułapką. Hugo został oślepiony (stąd jego przydomek) przez Henryka z Neustrii i osadzony w St. Gallen, potem w Fuldzie, a w końcu w opactwie Prüm, gdzie zmarł. Gotfryda natomiast zamordowano (zapewne na zlecenie Karola Otyłego). Śmierć Hugo oznaczała de facto koniec istnienia odrębnej Lotaryngii, gdyż kolejny władca wchodniofrankijski Arnulf z Karyntii panował także nad Lotaryngią.